# ایستگاه هولدوم
ایستگاه هولدوم (انگلیسی: Holdom station) یک ایستگاه مرتفع در خط میلنیوم سیستم ترانزیت سریع مترو ونکوور اسکای‌ترین (ونکوور) است. این ایستگاه در تقاطع بزرگراه Lougheed و خیابان هولدوم در برنابی، بریتیش کلمبیا، کانادا واقع شده است. در مجاورت این ایستگاه یک مجتمع مسکونی با دو برج بلند، واحدهای کم ارتفاع و چندین مغازه تجاری قرار دارد.